# Jerónimo Podestá
No confundir con Jerónimo Podestá, miembro de los Hermanos Podestá (en instancias escrito Gerónimo).
Jerónimo José Podestá (Ramos Mejía, 8 de agosto de 1920 - Buenos Aires, 23 de junio de 2000) fue un sacerdote y obispo católico argentino, que se destacó por inaugurar en la América Latina la corriente de los curas obreros, por ser uno de los antecedentes de la Teología de la liberación en su vertiente de Teología del pueblo. Obligado a renunciar a su obispado en 1967 y suspendido a divinis por la Santa Sede, contrajo matrimonio con Clelia Luro con quien fundó y codirigió la Federación Latinoamericana de Sacerdotes Casados.

## Vida

### Primeros años y sacerdocio
Podestá ingresó al Seminario de La Plata en 1940 y se ordenó sacerdote en 1946; fue licenciado en Derecho Canónico y Teología, también estudió en la Pontificia Universidad Gregoriana de Roma. Al terminar sus estudios en 1950 fue docente en el seminario hasta 1962.

### Obispo y renuncia al episcopado
En 1962 lo nombraron obispo junto a otros sacerdotes, como Eduardo Pironio y Antonio Quarracino.
Adherente al Movimiento de Sacerdotes para el Tercer Mundo y amigo de sacerdote brasileño Helder Cámara, Podestá fue obispo de la diócesis de Avellaneda (luego Avellaneda-Lanús) entre 1962 y 1967 y participó en las sesiones del Concilio Vaticano II.
En 1967 Podestá tuvo un enfrentamiento con el nuncio papal, Umberto Mozzoni. Mozzoni le pidió su renuncia al obispado. En ese momento el arzobispo Antonio Plaza (quien apoyaba al Gobierno de Ongania) y Mozzoni estaban fuertemente involucrados en un acuerdo potencialmente escandaloso con el Gobierno para comprar el Banco Popular de La Plata;
Luro dijo en un libro publicado en 2011 que «la moneda de cambio con el gobierno» fue un subsidio del gobierno a la Universidad Católica, y que «también ganó monseñor Plaza, porque el gobierno silenció y tapó los problemas que tenía con el Banco Popular de La Plata».
Podestá accedió a renunciar bajo la condición que se le permitiera hablar con el papa Pablo VI en enero. Según un reportaje del diario New York Times, su forzada renuncia era consecuencia de sus fuertes ataques a las políticas económicas del gobierno, su presencia en actos gremiales, y a la influencia de católicos conservadores que se oponían a su apoyo entusiasta a las reformas del Concilio Vaticano II. Podestá negó acusaciones de mantener contacto con seguidores de Juan Perón, presidente de Argentina de 1946 a 1955.
Su renuncia se conoció públicamente en diciembre; Podestá criticó a Mozzoni por su divulgación. Funcionarios de la Iglesia sugirieron que Podestá había renunciado por motivos de salud, y negaron que había habido presión del gobierno. Clelia y Jerónimo, que vivieron en el exilio en Perú, formaron en diversos países la Federación Latinoamericana de Sacerdotes Casados, que lucha para que la Iglesia tenga en cuenta a los pobres y para que el celibato de los sacerdotes no sea obligatorio, sino opcional. El presidente de facto Juan Carlos Onganía lo consideraba el "principal enemigo" del gobierno militar.
Años más tarde, en 1972, Podestá fue suspendido de su estado clerical, y en ese mismo año se casó con Clelia. El alejamiento de la diócesis fue motivado por la acusación del dictador Juan Carlos Onganía de que Podestá era el «principal enemigo de la “Revolución”», sumado al enfrentamiento personal que Podestá tenía con Mozzoni.

### Exilio
En el año 1974, Podestá tuvo que exiliarse del país, amenazado por la Triple A (Alianza Anticomunista Argentina). Pudo retornar al país recién al terminar la sangrienta dictadura cívico-militar, en 1983. En 1978, regresó al país, pero solo por unos meses, ya que no era persona grata para las autoridades militares que continuaron con su persecución.
Podestá fue presidente de la Federación Latinoamericana de Sacerdotes Casados.

### Fallecimiento
Cuando se acercaba a la muerte, era pobre y se le había olvidado. Mientras agonizaba, el arzobispo de Buenos Aires, Jorge Mario Bergoglio (luego  papa Francisco), fue el único funcionario de la Iglesia argentina que visitó a Podestá en el hospital.
Luro luego dijo que Bergoglio la había defendido de los ataques más agudos del Vaticano por su matrimonio con Podestá, y que era el único que reconoció públicamente la gran contribución de Podestá a la Iglesia argentina.
Podestá falleció en Buenos Aires el 23 de junio de 2000 y sus restos fueron velados en el Salón de los Pasos Perdidos de la Legislatura de la Ciudad de Buenos Aires. El escritor argentino Ernesto Sábato definió a Podestá como «un hombre que ha sufrido la injusticia, la incomprensión, la calumnia y la malediciencia».
Clelia Luro de Podestá falleció en Buenos Aires el 4 de noviembre de 2013.

## Reconocimientos
La vivienda en que habitó monseñor Jerónimo Podestá, una casona antigua ubicada en Avda. Gaona 1367, fue declarada sitio de interés cultural por la Legislatura de la Ciudad de Buenos Aires (Resolución 371/04; 30 de septiembre de 2004).